# Li Xiannian
 Li Xiannian  (kinesisk: 李先念, pinyin:  Lǐ Xiānniàn , 23. juni 1909 i amtet Hong'an i provinsen Hubei i Kina – 21. juni 1992) var Folkerepublikken Kinas præsident fra 1983 til 1988, og derefter præsident for Det kinesiske folks politisk rådgivende konference til sin død. 
Hen blev af kommunisterne regnet som en af de otte ældste.

## Levned
Li blev medlem af det kinesiske kommunistparti i 1927, og var kaptajn og politisk kommissær i Folkets Befrielseshær under Den lange march. Han forblev en indflydelsesrig politisk skikkelse i Folkerepublikken, og var medlem af Politbureauet fra 1956. Han var finansminister fra 1954. Under Kulturrevolutionen faldt han i unåde, men blev takket være statsminister Zhou Enlai genindsat som finansminister i 1973, og indledte økonomiske reformer i retning markedsøkonomi. Han var også visestatsminister i nogle år. 
Som præsident efterfulgte han Ye Jianying , og blev i 1988 efterfulgt af Yang Shangkun.
1. ↑  Navnet er anført på bokmål og stammer fra Wikidata hvor navnet endnu ikke findes på dansk.